# كويلابا
كويلابا هي بلدية في غواتيمالا، تقع في إدارة سانتا روزا، بلغ عدد سكانها 30,951 نسمة، تبلغ مساحتها 365 كيلومتر مربع، رمزها البريدي هو 06001.

## الموقع
تشترك في الحدود مع:
- Casillas, Guatemala [الإنجليزية]‏
- Pueblo Nuevo Viñas [الإنجليزية]‏
- Chiquimulilla [الإنجليزية]‏
- Oratorio, Santa Rosa [الإنجليزية]‏
- Nueva Santa Rosa [الإنجليزية]‏
- Barberena [الإنجليزية]‏
- Santa María Ixhuatán [الإنجليزية]‏.

## المناخ
يظهر الجدول التالي التغييرات المناخية على مدار السنة لكويلابا:
| البيانات المناخية لـكويلابا       | البيانات المناخية لـكويلابا | البيانات المناخية لـكويلابا | البيانات المناخية لـكويلابا | البيانات المناخية لـكويلابا | البيانات المناخية لـكويلابا | البيانات المناخية لـكويلابا | البيانات المناخية لـكويلابا | البيانات المناخية لـكويلابا | البيانات المناخية لـكويلابا | البيانات المناخية لـكويلابا | البيانات المناخية لـكويلابا | البيانات المناخية لـكويلابا | البيانات المناخية لـكويلابا |
| الشهر                             | يناير                       | فبراير                      | مارس                        | أبريل                       | مايو                        | يونيو                       | يوليو                       | أغسطس                       | سبتمبر                      | أكتوبر                      | نوفمبر                      | ديسمبر                      | المعدل السنوي               |
| --------------------------------- | --------------------------- | --------------------------- | --------------------------- | --------------------------- | --------------------------- | --------------------------- | --------------------------- | --------------------------- | --------------------------- | --------------------------- | --------------------------- | --------------------------- | --------------------------- |
| متوسط درجة الحرارة الكبرى °م (°ف) | 28.4 (83.1)                 | 28.8 (83.8)                 | 29.8 (85.6)                 | 29.7 (85.5)                 | 29.3 (84.7)                 | 28.2 (82.8)                 | 29.0 (84.2)                 | 28.7 (83.7)                 | 28.0 (82.4)                 | 28.0 (82.4)                 | 27.9 (82.2)                 | 27.8 (82.0)                 | 28.6 (83.5)                 |
| المتوسط اليومي °م (°ف)            | 22.7 (72.9)                 | 22.9 (73.2)                 | 23.9 (75.0)                 | 24.3 (75.7)                 | 24.4 (75.9)                 | 23.9 (75.0)                 | 24.3 (75.7)                 | 24.1 (75.4)                 | 23.7 (74.7)                 | 23.3 (73.9)                 | 22.9 (73.2)                 | 22.5 (72.5)                 | 23.6 (74.4)                 |
| متوسط درجة الحرارة الصغرى °م (°ف) | 17.0 (62.6)                 | 17.1 (62.8)                 | 18.0 (64.4)                 | 19.0 (66.2)                 | 19.5 (67.1)                 | 19.6 (67.3)                 | 19.6 (67.3)                 | 19.5 (67.1)                 | 19.4 (66.9)                 | 18.7 (65.7)                 | 17.9 (64.2)                 | 17.2 (63.0)                 | 18.5 (65.4)                 |
| الهطول مم (إنش)                   | 2 (0.1)                     | 3 (0.1)                     | 11 (0.4)                    | 50 (2.0)                    | 226 (8.9)                   | 374 (14.7)                  | 302 (11.9)                  | 287 (11.3)                  | 353 (13.9)                  | 255 (10.0)                  | 61 (2.4)                    | 8 (0.3)                     | 1٬932 (76)                  |
| المصدر: Climate-Data.org          |                             |                             |                             |                             |                             |                             |                             |                             |                             |                             |                             |                             |                             |